# Каганський район
Каганський район (узб. Когон тумани, Kogon tumani) — район у Бухарській області Узбекистану. Розташований у східній частині області. Утворений 31 грудня 1964 року. Центр — місто Каган.